# Daisuke Nishio
Daisuke Nishio (西尾 大介, Nishio Daisuke), né le 1er avril 1959 à Miyoshi dans la préfecture d'Hiroshima, est un réalisateur japonais. 

## Biographie
Après des études à l'université de Ritsumeikan, il intègre le studio Toei Animation en 1981. Il fait ses débuts sur la série Dr Slump où il occupe le poste de directeur d'épisode. Il devient réalisateur sur la série à succès Dragon Ball et sa suite Dragon Ball Z. Il réalise par la suite d'autres série à succès du studio comme Les Enquêtes de Kindaichi et Pretty Cure.

## Réalisations

### Série télévisée
- 1986-1989 : Dragon Ball - Réalisation, storyboard (ep 2,5,11,16,20,23,28,31,35,53,58,60,65,67,81,85,88,91,93,96,101,107,110,111,115,116,138,144)
- 1989-1993 : Dragon Ball Z - Réalisation (jusqu'à l'ep 199), storyboard (ep 1,12,25,31,35,39,67,73,81,91,102,107,117,141,145,149,153,162,168,174,179,186,192,197,202)
- 1993-1994 : Aoki densetsu shoot! - Réalisation, storyboard (ep 1,9,18,31,38)
- 1996-1998 : GeGeGe no Kitaro - Réalisation, storyboard (ep 1,10,17,26)
- 1997-2000 : Les Enquêtes de Kindaichi - Réalisation, storyboard (ep 1,11,23,63,80,131,148)
- 2000-2001 : Devichil - Réalisation
- 2003-2004 : Air Master - Réalisation, storyboard (ep 16,27)
- 2004-2005 : Pretty Cure 2004 - Réalisation, storyboard
- 2005-2006 : Pretty Cure Max Heart - Réalisation, storyboard
- 2008 : RoboDz Kazagumo Hen - Réalisation, storyboard (ep 1,2,19,21,26)

### Cinéma
- 1986 : Dragon Ball : La Légende de Shenron
- 1987 : Dragon Ball : Le Château du démon
- 1989 : Dragon Ball Z : À la poursuite de Garlic
- 1990 : Dragon Ball Z : Le Robot des glaces
- 1990 : Dragon Ball Z : Le Combat fratricide
- 1992 : Dragon Ball Z : Cent mille guerriers de métal
- 1996 : Les Enquêtes de Kindaichi - Le film
- 1999 : Les Enquêtes de Kindaichi - Le film 2
- 2001 : One Piece - Jango no dance carnival (bonus du film 2)
- 2003 : Interstella 5555: The 5tory of the 5ecret 5tar 5ystem - Coréalisateur

### OAV
- 2010 : Halo Legends - Réalisation (section "Odd One Out")